# Elaeocarpus quercifolius
Elaeocarpus quercifolius är en tvåhjärtbladig växtart som beskrevs av François Gagnepain. Elaeocarpus quercifolius ingår i släktet Elaeocarpus och familjen Elaeocarpaceae. Inga underarter finns listade i Catalogue of Life.